# Rapper's Delight
"Rapper's Delight" é um single de 1979 do trio estadunidense de rap The Sugarhill Gang. Apesar de não ser a primeira canção do gênero a ser lançada, "Rapper's Delight" tornou-se a responsável pela popularização do rap no país. A música de 14 minutos foi gravada em um single. No Brasil, as músicas "Melo do Tagarela", do artista Miele em 1980, e "2345meia78", do músico brasileiro Gabriel, o Pensador, usam samples de "Rapper's Delight". O rapper Marcelo D2 fez uma versão da música chamada "Pilotando o Bonde da Excursão", lançada no disco A Procura da Batida Perfeita em abril de 2003. As músicas "Aserejé" e "The Ketchup Song", ambas do girl group espanhol Las Ketchup, usaram um trecho de "Rapper's Delight" como refrão, porém com letras diferentes, lembrando somente pela fonética. O girl group brasileiro Rouge fez uma versão de "The Ketchup Song", na musica "Ragatanga", com alterações de idioma, mas com o mesmo refrão que lembra foneticamente o início de "Rapper's Delight". 